# Leonhardt Herrgott

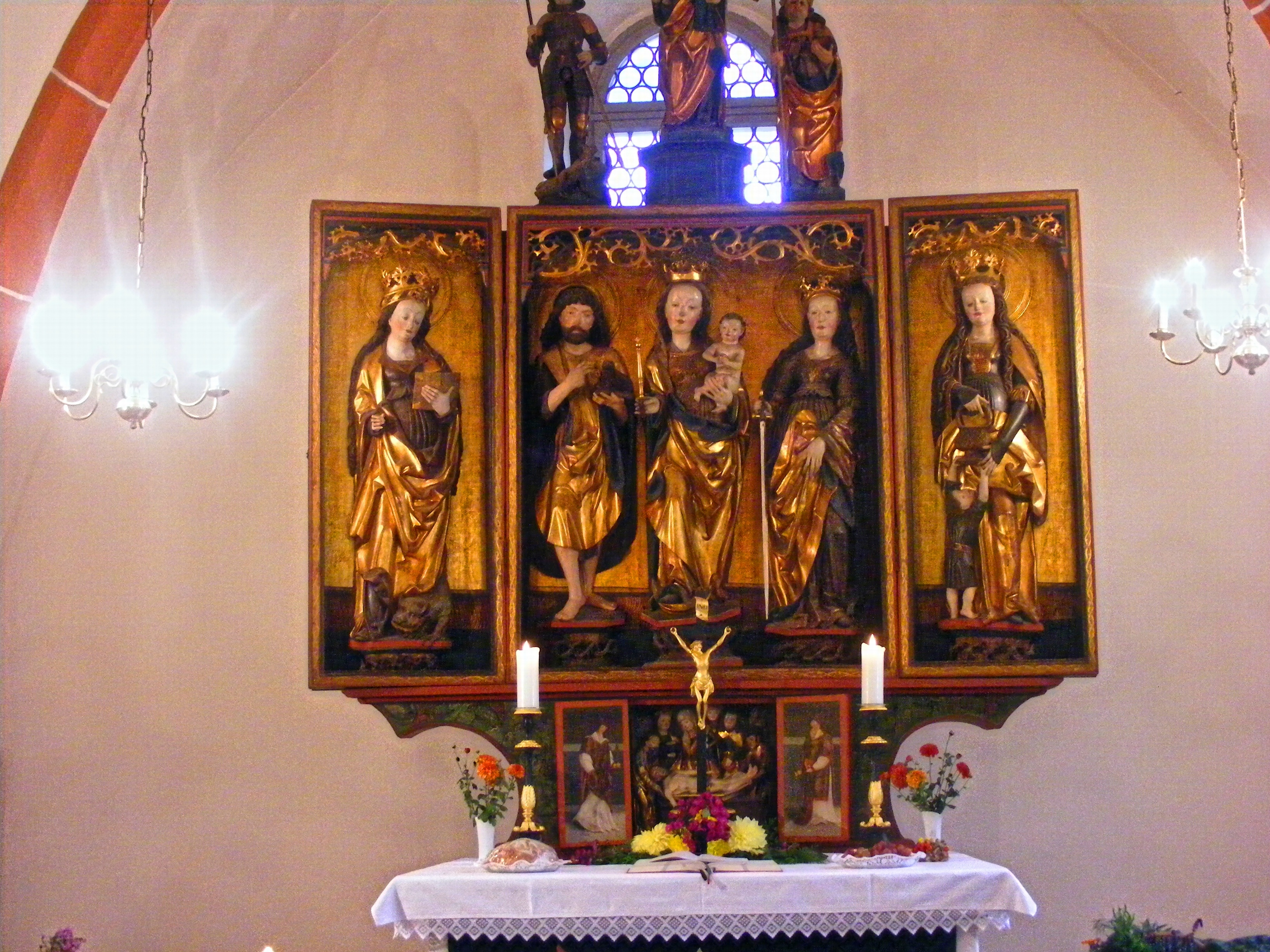
Altar von Leonhardt Herrgott in der Kirche von Langenhessen

Leonhardt Herrgott (* Ende 15. Jahrhundert; † um 1540 in Zwickau) war ein deutscher Holzbildhauer.
Leonhardt Herrgott (geboren als Leonhard Beier) war ein Bildschnitzer in Zwickau und war ein Zeitgenosse von Peter Breuer. Seine Schaffenszeit in Zwickau währte von 1505 bis 1534. Ihm werden über 15 Altäre und Figuren in Westsachsen und Ostthüringen zugeschrieben, u. a. die Altäre in Crossen, Langenhessen, Hirschfeld und Fraureuth. Letzterer steht jetzt im Museum im oberen Schloß in Greiz.
Einzelne Figuren stehen auch im Zwickauer „städtischen Museum“.
Über sein Geburts- und Sterbedatum ist leider nichts genaueres bekannt.